# 段永平
Yongping Duan （中国語：段永平 だん えいへい、 中国語ピンイン：Duàn Yǒngpíng、1961年3月- ）は、中華人民共和国江西省南昌市生まれの企業家。後にアメリカに移住し、現在は中国系アメリカ人。
歩歩高集団総裁。1990年代にファミコン互換機の「小覇王遊技機」で一世を風靡した時代の小霸王公司の工場長であり、2010年代にスマートフォンメーカーとして成功したOPPOとvivoを傘下に抱える歩歩高電子（BBK）の創設者でもある。

## 概要
1961年生まれ。1977年に高校を卒業。高校卒業直後、中国で文化大革命が終了し、大学入試が再開されたが、当時は段の両親が下放されているなどまともに勉強できる環境になく、大学に落ちた。翌年に大学に合格し、1982年に浙江大学の無線電工程学系を卒業。卒業後、国営真空管メーカーの北京電子管廠（現在のBOE）に配属されるが、退職して大学に入り直し、中国人民大学経済学研究所で計量経済学の修士号を取得して1989年に卒業。
大学卒業後、段は中山市の怡華集団に入社し、怡華集団傘下の電子部品製造工場の工場長として配属される。1987年に設立されたその工場は、段が工場長となった1989年当時は200万元の赤字を抱えていたが、段はファミコン互換機の製造で工場を立て直すことにして、台湾のファミコン互換機チップ最大手の聯華電子（UMC、当時のファミコン互換機用チップの設計部門は後にMediaTekとして独立）からチップを調達。ファミコン互換機を「小覇王」と命名する。「小覇王遊技機」は中国全土に販売網を敷き、自らゲーム大会を主催、大スターのジャッキー・チェンを起用した広告をTVで流すなどした結果、中国で爆発的に普及。段は小覇王を3年で黒字化する。
段は「小覇王学習機」の発売によって小覇王を6年で売上高10億元を超える中国一のファミコン互換機メーカーにのし上げた後、怡華集団の経営陣との対立から1995年に独立し、新たに歩歩高電子（BBK）を創立。VCDプレーヤー市場に進出したBBKは、大スターのジェット・リーを起用した広告をTVで流すなどした結果、既にレッドオーシャンだと思われていたVCDプレーヤー市場においてトップシェアを取ることに成功する。段はBBKをVCDプレーヤーやMP3プレーヤーなどで有名な中国屈指の電子機器メーカーにのし上げた後、社長職を部下に譲って2001年にBBKの経営から退く。
BBKの経営を退いた後は、投資家として活動する傍らで篤志家としても活動し、「中国のウォーレン・バフェット」の異名をとる。投資家としては、2001年に網易（NetEase）に投資（2年間で10億ドル以上を稼いだという）。2005年にBBK時代の部下である陳明永が設立したOPPO（当時はオーディオメーカー、後にスマホに進出）に投資。2009年にBBK時代の部下が設立したvivoに投資。OPPOとvivoは後にスマートフォンメーカーとして成功し、段は両社のシェアを合わせると実質的に世界最大のシェアを持つスマホ会社の所有者となった。篤志家としては、浙江大学と中国人民大学にそれぞれ3000万ドル寄付をしたり、2008年の四川大地震の際には300万ドル寄付する等、社会貢献活動を積極的に行っている。
2001年に中国からアメリカのカリフォルニアに移住し、引退。経営者として成功し続けた後、若くして引退したことで中国では立志伝中の人物となったが、引退後は公の場に出ることは無く、アメリカでゴルフ三昧の毎日を送っている。
2021年に中国に帰国。OPPOの株式上場とEV市場への参入を控えた物との観測がある。

## 参照
1. ↑  如果段永平出山，能否搅动「智能汽车」既有江湖？ - 雷锋网
2. ↑  中国スマホOPPO上場準備？　株式報酬制度を導入（36Kr Japan） - Yahoo!ニュース